# Frédéric Dole
Frédéric Dole, né le 29 mars 1975 à Dijon, est un ancien joueur français de handball évoluant au poste d'ailier droit. International français à 25 reprises, il a fait toute sa carrière en club en France et a notamment porté le maillot d'Istres OPH, du Montpellier Handball et du HBC Nantes.

## Biographie
Après s'être essayé sans succès au football, Frédéric Dole se tourne vers le handball et intègre le sports-études à Dijon en compagnie de Didier Dinart, entraîné par Alain Quintallet, où il remporte un titre de champion de N2. Il signe son premier contrat professionnel à l'USM Gagny en 1995 où des problèmes financiers apparaissent au bout d'une année. Il quitte alors le club pour passer successivement par Massy, Dunkerque et Istres avant de rejoindre Montpellier. Au cours des 3 saisons passées sous la houlette de Patrice Canayer, il enrichit nettement son palmarès avec deux championnats, deux Coupes de France et trois Coupes de la Ligue. Doublure de Grégory Anquetil à Montpellier, il le sera également en équipe de France, même si ses 25 sélections ne coïncident pas avec de grands tournois, n'étant finalement pas sélectionné pour le championnat du monde 2003 en Tunisie.
En 2007, alors que Montpellier vient de perdre son titre de champion de France 2007 aux dépens de l'US Ivry, Frédéric Dole est laissé libre par le club héraultais et rejoint alors en deuxième division un HBC Nantes ayant un projet sportif ambitieux qui se confirme les saisons suivantes : après un titre de champion de D2 la première année, Frédéric Dole accompagne le club dans son ascension de la hiérarchie du handball français avec successivement des places de 12e, 9e, 5e et enfin 4e. En 2012, après 4 années au « H », il prolonge d'une année supplémentaire malgré ses 37 ans. Après 185 matchs et 563 buts marqués en première division, Frédéric Dole annonce le 23 mai 2013 la fin de sa carrière,, quelques jours après avoir atteint la finale de la Coupe de l'EHF 2013 dont le Final4 était organisé à Nantes.
À noter que, au cours de sa carrière, Frédéric Dole n'a été professionnel à 100 % qu'à Montpellier. Lorsqu'il jouait à Istres, il « a bossé à côté » et à Nantes, il travaillait pour la Ville de Nantes où il avait pour mission de rendre le handball accessible à tous les enfants et d'aider les clubs amateurs.

## Palmarès

### En club
Compétitions nationales
- Vainqueur du Championnat de France (2) : 2005, 2006
- Vainqueur du Championnat de France de D2 (1) : 2008
- Vainqueur du Championnat de France de N2 (1) : 1993
- Vainqueur de la Coupe de France (2) : 2005, 2006
- Vainqueur de la Coupe de la Ligue (3) : 2005, 2006, 2007 (Finaliste en 2013)

Compétitions internationales
- demi-finaliste de la Ligue des champions en 2005
- finaliste de la Coupe de l'EHF en 2013

### En équipe de France
- Première sélection le 5 mai 2004 à Paris contre la  Tunisie
- 25 sélections et ... buts.